# Pedraza
Pedraza – gmina w Hiszpanii, w prowincji Segowia, w Kastylii i León, o powierzchni 31,58 km². W 2011 roku gmina liczyła 461 mieszkańców.